# Кодской сельсовет
Кодской сельсовет — упразднённое муниципальное образование со статусом сельского поселения в составе Шатровского района Курганской области.
Административный центр — село Кодское.
Законом Курганской области от 12 мая 2021 года № 50 к 24 мая 2021 года упразднён в связи с преобразованием муниципального района в муниципальный округ.

## История
В соответствии с Законом Курганской области от 6 июля 2004 года № 419 сельсовет наделён статусом сельского поселения.

## Население
| 1989 | 2002  | 2004  | 2010 | 2012 | 2013 | 2014 |
| ---- | ----- | ----- | ---- | ---- | ---- | ---- |
| 1092 | ↘1011 | ↗1013 | ↘689 | ↘648 | ↘612 | ↘590 |
| 2015 | 2016  | 2017  | 2018 | 2019 | 2020 |      |
| ↘583 | ↘569  | ↗571  | ↘548 | ↘521 | ↘506 |      |

## Состав сельского поселения
| № | Населённый пункт | Тип населённого пункта       | Население |
| - | ---------------- | ---------------------------- | --------- |
| 1 | Кодское          | село, административный центр | ↘601      |
| 2 | Кылман           | деревня                      | ↘6        |
| 3 | Чёрное Макарово  | деревня                      | ↘82       |